# 陈集镇 (临泉县)
陈集镇，是中华人民共和国安徽省阜阳市临泉县下辖的一个乡镇级行政单位。

## 行政区划
陈集镇下辖以下地区：
陈集村、朝阳村、丁庄村、南杨庄村、东岳庙村、东王营村、油店村、彭营村、任老庄村、闫楼村、柘树桥村、联建村、李长营村、李中营村和水寨村。